# Cobus Bosscha

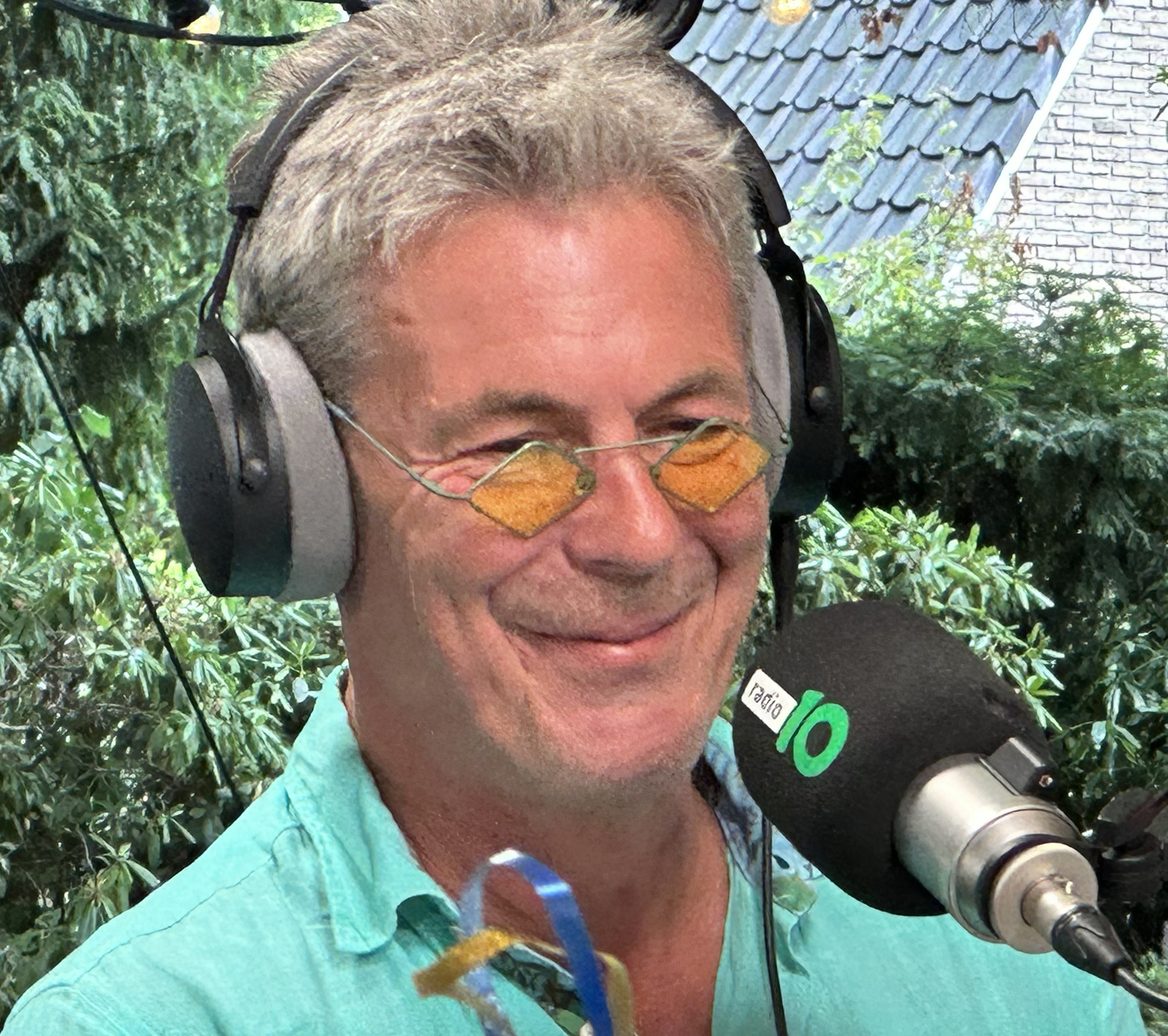
Cobus Bosscha in 2023

Cobus Bosscha (Haarlem, 31 maart 1967) is een Nederlands radiopresentator. Hij werd bekend als sidekick in Evers Staat Op op 3FM en later Radio 538.

## Loopbaan
Bosscha begon zijn loopbaan bij onder meer Radio Monique op het zendschip Ross Revenge en Holland FM. Hij werkte eveneens mee aan programma's op Radio 2, Radio 5 en Radio 6.
Bosscha kreeg landelijke bekendheid door zijn rol als sidekick in Ook Goeiemorgen op Hitradio Veronica met Jeroen van Inkel. Daarna voegde hij zich bij het team van Evers Staat Op op 3FM. Toen het programma in 2000 verhuisde naar Radio 538 ging hij mee. 
In 2001 keerde hij terug naar 3FM waar hij voor de KRO het programma JA!cobus maakte. Daarna was hij enige jaren te horen bij Radio M Utrecht met het programma U op de radio.
Van 16 november 2015 tot en met december 2016 was Bosscha te horen bij Radio 10 als sidekick bij de ochtendshow Tim in de Morgen met Tim Klijn. Halverwege februari 2017 begon hij als nieuwslezer in Somertijd op diezelfde zender.
Op 30 november 2023 werd aangekondigd dat Cobus Bosscha samen met Edwin Evers en Henk Blok per 2 februari 2024 terugkeert in de vaste programmering van Radio 538. Ze maken Evers & Co op vrijdagmiddag.

## Trivia
- Cobus was  te horen als voice-over van diverse KRO televisieprogramma's waaronder Puberruil.